# Зона гідравлічного опору

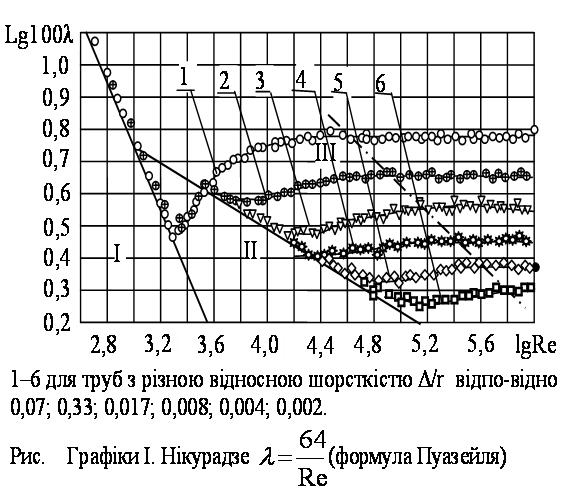

Зо́на гідравлі́чного о́пору (рос. зона гидравлического сопротивления; англ. hydraulic resistance zone; нім. Zone f des hydraulischen Widerstandes) — зона або ділянка відповідного графіка, наприклад, графіка Нікурадзе, Муріна, що відповідає поєднанню таких параметрів потоку, за яких має місце повна залежність втрат напору по довжині від середньої швидкості V і від відносної шорсткості стінок русла ε.